# قائمة أندية كرة القدم في البحرين
هذه قائمة أندية كرة القدم في البحرين.
- المحرق
- الرفاع
- البسيتين
- الحد
- الرفاع الشرقي
- النجمة عنيزاوي
- المالكية
- المنامة
- الشباب
- الأهلي
- الحالة
- البحرين
- مدينة عيسى
- الاتحاد
- سترة
- البديع
- التضامن
- قلالي
- الاتفاق
- الخالدية